# Conus sunderlandi
Conus sunderlandi é uma espécie de gastrópode do gênero Conus, pertencente a família Conidae.